# Pierre de Conques
Pierre de Conques, ou Pèire de Concas en occitan, est né à Montpellier, nommé évêque de Maguelone en février 1249, mort à Maguelone le 7 février 1256.

## Biographie
Pierre de Conques est élu évêque de Maguelone à Lyon, en février 1249, en présence du pape Innocent IV qui a approuvé son élection. Il était auparavant sacristain de Maguelone. À peine élu, l'évêque se rend à Lyon auprès du pape pour se plaindre de Zoen Tencarari, évêque d'Avignon et vice-légat apostolique dans la province de Narbonne, qui prélève des impôts importants pour subvenir aux besoins de la cour de Rome et menace de frapper d'interdit et d'excommunication ceux qui ne se soumettent pas. Il obtient du pape qu'aucun légat ne peut prononcer contre lui et son Église une sentence d'excommunication, d'interdit et de suspens.
Le pape Innocent IV a envoyé à l'Église de Maguelone une bulle le 6 juillet 1248 pour réformer le chapitre qui est divisé en deux camps au sujet de certains abus. Le pape demande de terminer le différend et de rendre la paix à ses chanoines. Cependant, d'après Julien Rouquette, l'évêque Reinier Saccoin n'a pas commencé la réforme. Pierre de Conques a dû lutter contre certains chanoines qui voulaient échapper à la vie austère et sérieuse du cloître préférant une vie de liberté et de plaisir dans le monde. L'évêque a obtenu du pape Alexandre IV une bulle envoyée à l'Église de Maguelone datée du 6 février 1256 renouvelant la bulle d'Innocent IV. La réforme de l'Église de Maguelone n'a été terminée qu'en 1331.
En 1251, Pierre de Conques obtient du prieur de Murviel la seigneurie du lieu qui relevait de l'évêque, puis il l'a échangée avec les frères de l'Hôpital de Saint-Jean de Jérusalem de Montpellier.
En 1252, il permet aux consuls de mer de Montpellier de faire un grau et une tour sur la plage de Melgueil moyennant un cens annuel. Les consuls de mer de Montpellier n'ont pas usé de ce droit.
Le 14 avril 1255, l'évêque de Maguelonne reconnaît la suzeraineté du roi de France sur Montpellier et Montpelliéret.
En 1247, les Clarisses sont citées pour la première fois à Montpellier dans le testament de Thomas Vézian, bourgeois de Montpellier. Son legs est fait aux sororibus ordinis Sancti Damiani de Monte Pessulano. Les premières Clarisses ont rapidement entrepris la construction de leur couvent dans le faubourg de la Saunerie, à Montpellier. Ce couvent est dédié à Notre-Dame du Paradis. L'évêque leur a accordé les immunités et privilèges. Il est déclaré exempt de plusieurs choses de la juridiction de l'ordinaire. Le pape Innocent IV a donné une bulle à Lyon le 13 août 1250, il rappelle que les consuls et les habitants de Montpellier ont contribué à installer des Clarisses à Montpellier. Il accorde 40 jours d'indulgence aux fidèles des provinces de Narbonne et d'Arles qui participeraient à la construction du monastère par leurs dons. Une série de bulles est donnée les années suivantes. Le pape Alexandre IV a réglé les relations entre les Clarisses et l'évêque de Maguelone.